# Acetolakton
Az acetolakton heterogyűrűs vegyület. Kétféleképpen származtathatjuk. Tekinthetjük a legkisebb laktonnak, de a ketén epoxi-származékaként is.
1997-ben írták le a vegyületet tömegspektrométeres kísérletek során átmenetileg keletkező vegyületként.
Bár magát az acetolaktont nem izolálták, vannak stabil származékai, pl. metilszármazéka, az α-propiolakton.

## Lásd még
- Oxálsav-anhidrid

## Fordítás
Ez a szócikk részben vagy egészben  az   Acetolactone című angol Wikipédia-szócikk fordításán alapul.  Az eredeti cikk szerkesztőit annak laptörténete sorolja fel. Ez a jelzés csupán a megfogalmazás eredetét és a szerzői jogokat jelzi, nem szolgál a cikkben szereplő információk forrásmegjelöléseként.